# Kabinett Colijn IV

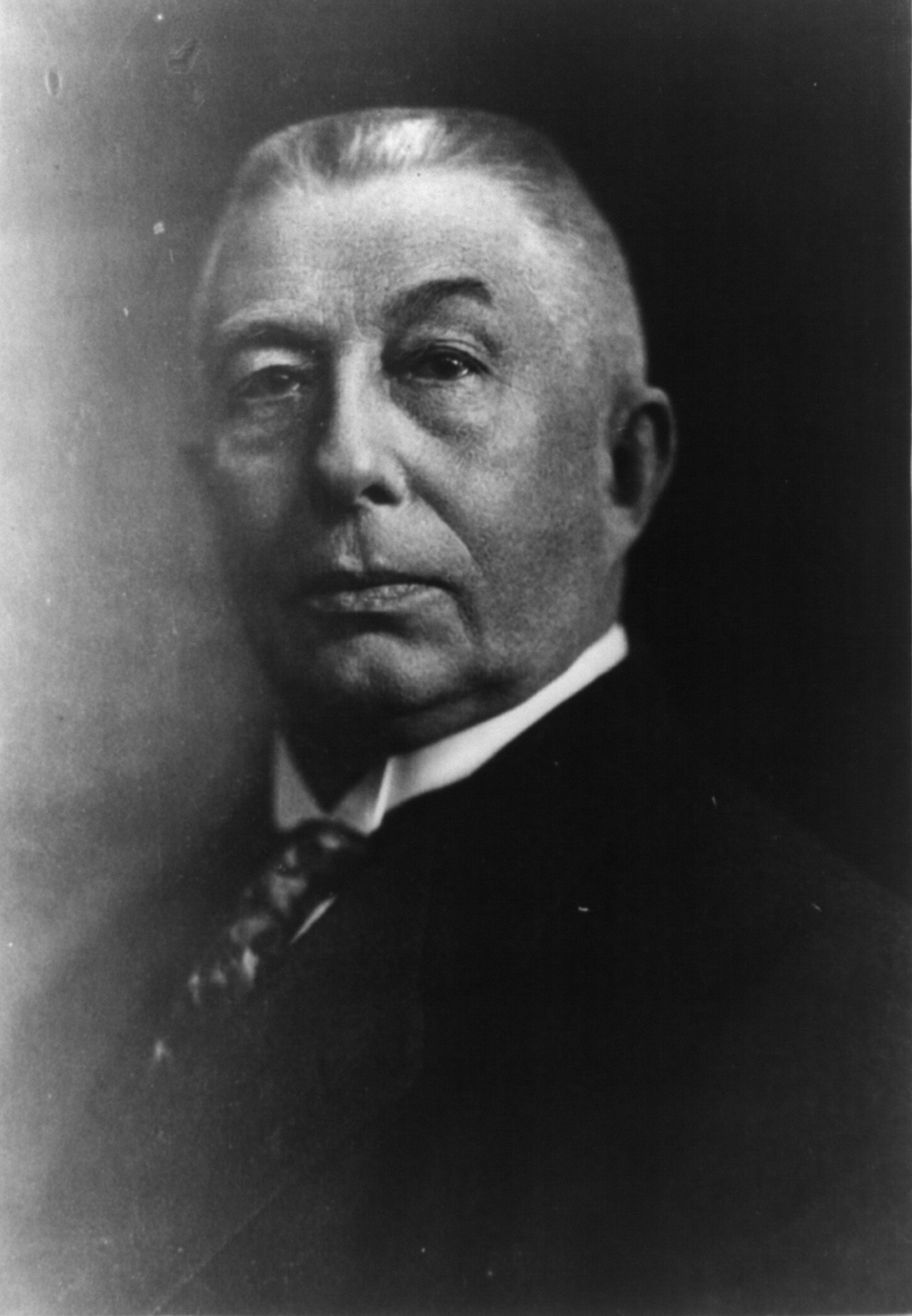
Ministerpräsident Hendrikus Colijn.

Das Kabinett Colijn IV war die Regierung der Niederlande von 1937 bis 1939 unter Ministerpräsident Hendrikus Colijn, der bereits von 1925 bis 1926 Ministerpräsident war und das Amt erneut seit 1933 bekleidet. Die Amtszeit des vierten Kabinetts Colijn begann am 24. Juni 1937 und trat am 29. Juni 1939 zurück. Dieses Kabinett hatte im Gegensatz zu den vier vorherigen Kabinetten wiederum parlamentarischen Charakter (Parlementair kabinet), Das Kabinett wurde aus Ministern der der Römisch-Katholischen Staatspartei RKSP (Roomsch-Katholieke Staatspartij), der Anti-Revolutionären Partei ARP (Anti-Revolutionaire Partij) und der Christlich-Historischen Union CHU (Christelijk-Historische Unie).
Die finanziellen und wirtschaftlichen Probleme dominierten die Regierungspolitik. Darüber hinaus erforderten der Zustrom insbesondere jüdischer Flüchtlinge, die zunehmende Unruhe in der Gesellschaft durch das Vorgehen der Nationalsozialistischen Bewegung NSB (Nationaal-Socialistische Beweging) und internationale Spannungen große Aufmerksamkeit. Vor allem im September 1938 nahm die Kriegsgefahr zu. Aufgrund der fehlenden Einstimmigkeit in der Finanzpolitik, insbesondere hinsichtlich der Finanzierung der Bekämpfung der Jugendarbeitslosigkeit, bot das Kabinett am 29. Juni 1939 seinen Rücktritt an, nachdem der Finanzminister bereits im Mai 1939 zurückgetreten war. Die katholischen Minister stellten sich gegen die Minister der anderen Parteien. Das nachfolgende fünfte Kabinett Colijn trat am 25. Juli 1939 die Nachfolge des vierten Kabinetts Colijn an.

## Bildung des Kabinetts

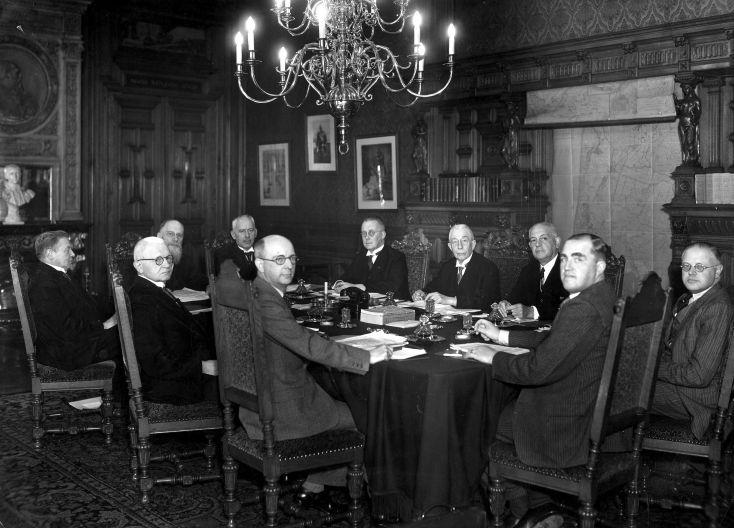
Sitzung des vierten Kabinetts Colijn (1937).

Nach der Parlamentswahl vom 26. Mai 1937, der letzten Wahl vor 1946, verfügten die Regierungsparteien über 56 Sitze (56 Prozent) in der Zweiten Kammer, aber nur noch über 29 Sitze (58 Prozent) in der Ersten Kammer. Nach dem Wahlsieg der ARP stand damit die Rückkehr eines von Colijn geführten Kabinetts nicht zur Diskussion. Allerdings drängte vor allem der Vorsitzende der RKSP-Fraktion, Carel Goseling, auf die Wiederherstellung der rechten Koalition. Auch der Vorsitzende der CHU-Fraktion Dirk Jan de Geer hatte dafür eine Vorliebe. „Formateur“ Colijn bildete daraufhin ein parlamentarisches Mehrheitskabinett der drei rechten Parteien. Goseling löste Josef van Schaik als Justizminister und stellvertretender Premierminister ab. Colijn selbst wurde Minister des neu gegründeten Ministeriums für Allgemeine Angelegenheiten, während der junge Tilburger Professor Carl Romme Sozialminister wurde.

## Politische Situation und Gesetzgebung

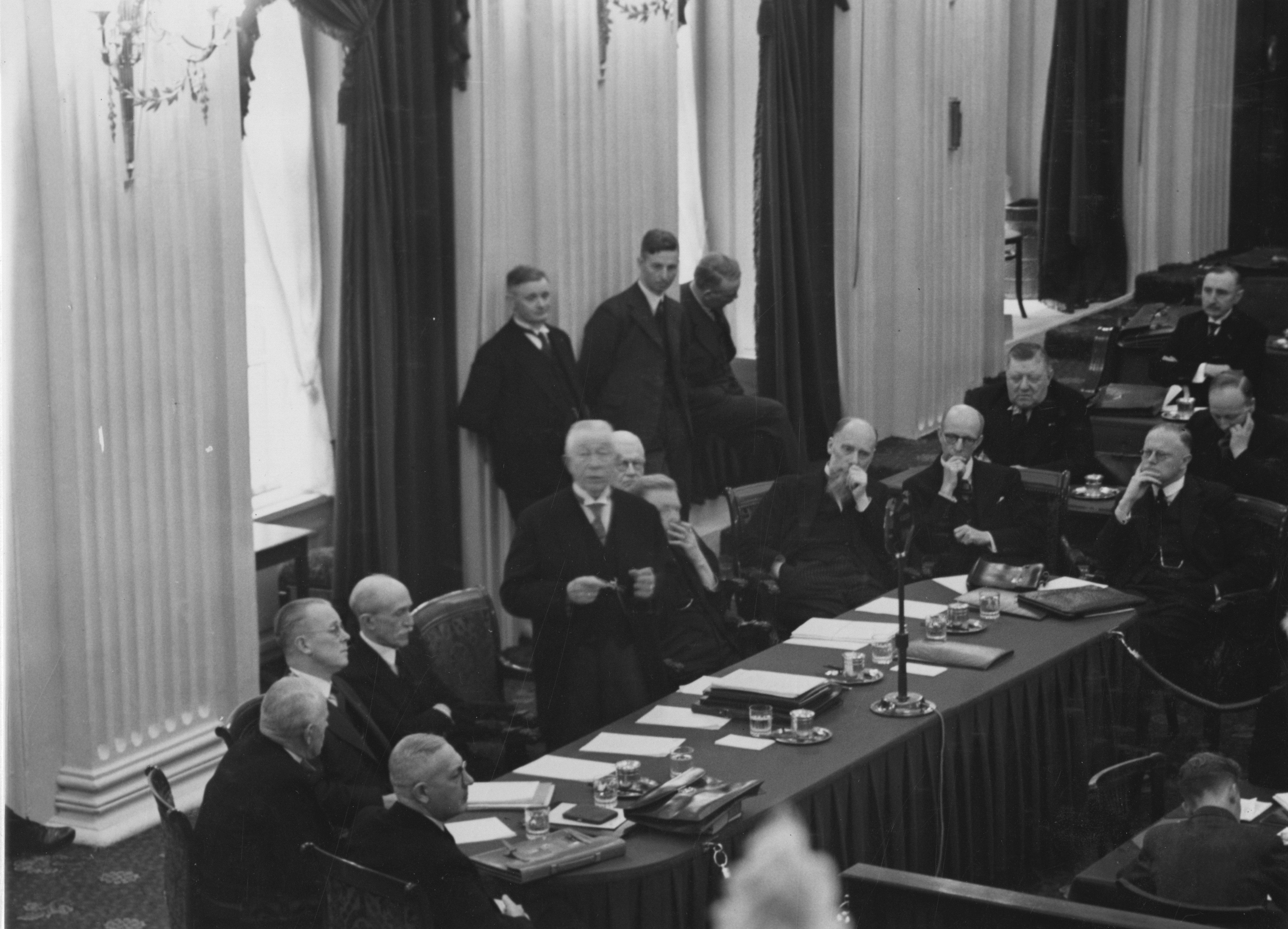
Rede von Ministerpräsident Colijn im Binnenhof, dem Sitz des Parlaments (1938).

Eine begrenzte Verfassungsrevision wurde 1937 erreicht. Die Ernennung von Ministern ohne Geschäftsbereich und die Gründung öffentlicher Berufs- und Wirtschaftsorgane wurde möglich. Ein Vorschlag, Revolutionsvertretern ihre Mitgliedschaft im Parlament zu entziehen, wurde in zweiter Lesung abgelehnt. Sozialminister Romme versuchte, Arbeitslosen durch öffentliche Arbeiten bei der Arbeitssuche zu helfen. Er führte auch ein Sparprogramm für Arbeitslose ein („het Kwartje van Romme“). Für jedes Fünfundzwanzig-Cent-Stück (Kwartje), das ein Arbeitsloser pro Woche sparte, fügte die Regierung ein Kwartje hinzu. Im März 1938 kam es in Österreich zur Machtergreifung der Nationalsozialisten und zum „Anschluss“ des Landes an Deutschland. Im selben Jahr fand im September die Münchner Konferenz statt, woraufhin Deutschland Teile der Tschechoslowakei, insbesondere das Sudetenland, annektieren durfte. Am 29. September 1938 wurde der Kriegszustand ausgerufen und Grenzbataillone mobilisiert. Außerdem wurden verschiedene Notstandsgesetze erlassen, unter anderem zur Bekämpfung von Hortung und Preistreiberei sowie zur Ermöglichung der Requirierung von Schiffen. Ein Mobilisierungsbeschluss war noch nicht gefallen und die Bedrohung nahm nach der Münchner Konferenz ab.
Im April 1939 marschierte das faschistische Italien in Albanien ein. Die Niederlande wahrten strikte Neutralität, mobilisierten aber erneut die Grenzbataillone. Justizminister Goseling verfolgte eine restriktive Aufnahmepolitik für deutsche (jüdische) Flüchtlinge, wobei nach der Reichspogromnacht im November 1938 der Aufnahmebereich leicht ausgeweitet wurde. Im November 1938 lehnte Kolonialminister Charles Welter einen Antrag auf größere Autonomie für Niederländisch-Ostindien ab. Dieser Antrag wurde 1936 vom Volksraad, einem Beratungsgremium bestehend aus Einheimischen und Indo-Niederländern, gestellt, der die Regierung aufforderte, eine Konferenz einzuberufen, um die schrittweise Unabhängigkeit zu besprechen. Verteidigungsminister Jannes Johannes Cornelis van Dijk ergriff mehrere Maßnahmen zur Stärkung der Verteidigung und auch die Wehrpflicht wurde verlängert.
-
Die Position des Justizministers Goseling geriet Anfang 1939 aufgrund der „Oss-Affäre“ in Frage. Der Minister wurde beschuldigt, eine Untersuchung der Militärpolizei in Oss wegen eines Sexualverbrechens gegen katholische Geistliche behindert zu haben. Ein parlamentarischer Ausschuss urteilte hart über die Entscheidung des Ministers, obwohl der „gute Wille“ des Ministers nicht in Frage gestellt wurde. Diese Einschätzung wurde von der Mehrheit der Zweiten Kammer geteilt. Als dieses Urteil verkündet wurde, war die Regierung jedoch bereits gestürzt.

## Mitglieder des Kabinetts und Regierungsumbildungen

### Mitglieder des Kabinetts
Dem Kabinett gehörten folgende Personen an:
| Amt                                               | Amtsinhaber                                                    | Partei                    | Beginn der Amtszeit           | Ende der Amtszeit             |
| ------------------------------------------------- | -------------------------------------------------------------- | ------------------------- | ----------------------------- | ----------------------------- |
| Ministerpräsident                                 | Hendrikus Colijn                                               | ARP                       | 24. Juni 1937                 | 25. Juli 1939                 |
| Minister für Allgemeine Angelegenheiten           | Hendrikus Colijn                                               | ARP                       | 8. Juli 1937                  | 25. Juli 1939                 |
| Außenminister                                     | Hendrikus Colijn (kommissarisch) Jacob Adriaan Nicolaas Patijn | ARP Parteiloser Liberaler | 24. Juni 1937 4. Oktober 1937 | 4. Oktober 1937 25. Juli 1939 |
| Justizminister                                    | Carel Goseling                                                 | RKSP                      | 24. Juni 1937                 | 25. Juli 1939                 |
| Innenminister                                     | Hendrik van Boeijen                                            | CHU                       | 24. Juni 1937                 | 25. Juli 1939                 |
| Minister für Unterricht, Kunst und Wissenschaften | Jan Rudolph Slotemaker de Bruine                               | CHU                       | 24. Juni 1937                 | 25. Juli 1939                 |
| Finanzminister                                    | Jacob Adriaan de Wilde Hendrikus Colijn (kommissarisch)        | ARP                       | 24. Juni 1937 19. Mai 1939    | 19. Mai 1939 25. Juli 1939    |
| Verteidigungsminister                             | Jannes Johannes Cornelis van Dijk                              | ARP                       | 24. Juni 1937                 | 25. Juli 1939                 |
| Minister für Wasserwirtschaft                     | Johannes Antonius Marie van Buuren                             | Parteiloser Liberaler     | 24. Juni 1937                 | 25. Juli 1939                 |
| Minister für Handel, Industrie und Schifffahrt    | Max Steenberghe                                                | RKSP                      | 24. Juni 1937                 | 15. Juli 1937                 |
| Minister für Landwirtschaft und Fischerei         | Max Steenberghe (kommissarisch)                                | RKSP                      | 24. Juni 1937                 | 15. Juli 1937                 |
| Wirtschaftsminister                               | Max Steenberghe                                                | RKSP                      | 15. Juli 1937                 | 25. Juli 1939                 |
| Sozialminister                                    | Carl Romme                                                     | RKSP                      | 24. Juni 1937                 | 25. Juli 1939                 |
| Kolonialminister                                  | Charles Welter                                                 | RKSP                      | 24. Juni 1937                 | 25. Juli 1939                 |

### Regierungsumbildungen
Im Mai 1939 trat Finanzminister De Wilde zurück, weil er der Ansicht war, dass zusätzliche Ausgaben zur Bekämpfung der Arbeitslosigkeit durch zusätzliche Kürzungen ausgeglichen werden sollten. Zuvor stand der Minister kurz vor einem Rücktritt, entschied sich aber aufgrund der internationalen Spannungen dagegen. Der Grund für De Wildes Abgang war letztlich die Vorlage von Vorschlägen Minister Rommes zur Bekämpfung der Jugendarbeitslosigkeit. Die von Romme vorgeschlagenen Pläne kosteten 10 Millionen Gulden und beinhalteten die Einführung einer Art Arbeitspflicht für junge Menschen. Aufgrund eines Formfehlers wurden die Gesetzentwürfe unmittelbar nach der Stellungnahme des Staatsrates (Raad van State) vorgelegt, ohne dass De Wilde Einwände erheben konnte. Das war für ihn der Grund, zurückzutreten, woraufhin Ministerpräsident Colijn auch den Posten als Finanzminister übernahm.